# Grand Hotel Union
Il Gran Hotel Union (in sloveno Grand hotel Union) è un albergo situato nel centro di Lubiana, la capitale della Slovenia.

## Storia
La costruzione dell'albergo iniziò nel 1904 su progetti di Josip Vancaš e venne aperto il 28 ottobre 1905 è noto per essere il primo hotel moderno della città e per diversi anni a seguito della sua costruzione come l'edificio più grande della città.
La costruzione dell'edificio si deve all'iniziativa di ristrutturazione urbana avviata da Ivan Hribar a seguito del terremoto di Lubiana del 1895 che distrusse gran parte degli edifici medievali.
Dal 1905 è stato ristrutturato in due occasioni, ma ha mantenuto il suo stile originale.

## Descrizione
L'ingresso principale si trova in strada Miklošič 1, nelle vicinanze di piazza Prešeren, l'interno e l'esterno sono in stile Art Nouveau . Ha una facciata lunga circa 100 metri.